# SIG MCX

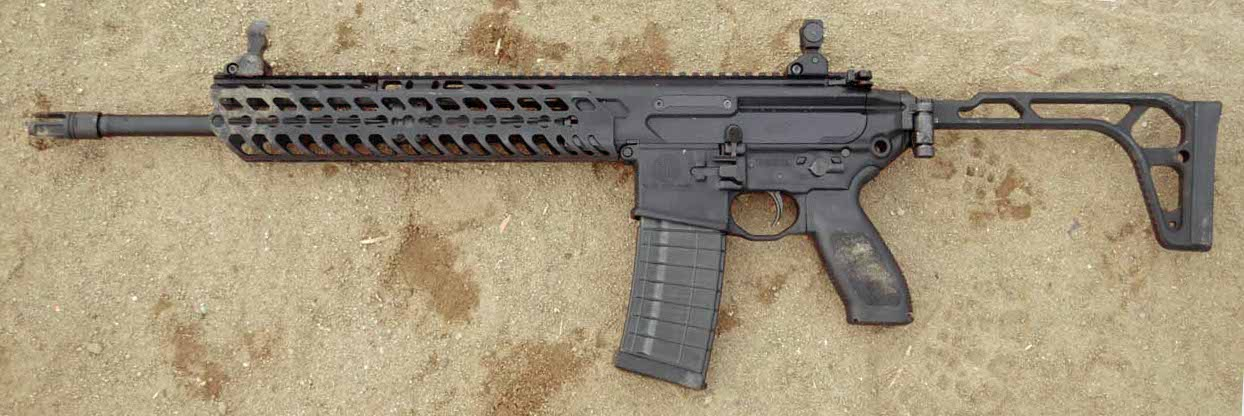
SIG MCX

Die SIG MCX ist eine von SIG Sauer entwickelte und hergestellte Familie von Feuerwaffen, die sowohl als selektive Feuerwaffen, als auch als halbautomatische Modelle hergestellt werden. Ihr Kurzhub-Gaskolbensystem ist von der früheren SIG MPX-Maschinenpistole übernommen worden. Die MCX ist als Gewehr, Karabiner, Gewehr mit kurzem Lauf und als Pistole erhältlich (letztere entspricht im Allgemeinen der Definition eines kompakten Karabiners, hat aber eine Pistolenhalterung anstelle eines Gewehrkolbens). Das Gewehr wurde zur SIG MCX Spear weiterentwickelt, die 2022 von der U.S. Army in ihrem Kaliber .277 Fury als XM7 übernommen wurde.

## Geschichte
Das SIG MCX wurde erstmals auf der SHOT Show 2015 vorgestellt. Das Gewehr wurde ursprünglich von SIG USA, der Tochtergesellschaft von SIG Sauer mit Sitz in New Hampshire, entwickelt. Im Jahr 2016 rief SIG einige der Gewehre zurück, die mit der ersten Generation der Verschlussträgergruppe ausgestattet waren. Ein SIG MCX wurde 2016 bei der Schießerei in einem Nachtclub in Orlando verwendet, die zu diesem Zeitpunkt die tödlichste Massenschießerei in der Geschichte der USA war und nun an zweiter Stelle nach der Schießerei in Las Vegas 2017 steht.

## Konstruktion
Die SIG MCX-Serie kommt mit einem Kurzhub-Gaskolbensystem, das den Rückstoß verringert und die Zuverlässigkeit der Waffe verbessert. Dieses basiert auf dem Design der früheren SIG MPX. Die MCX kann von 5,56×45mm NATO, .300 AAC Blackout auf 7,62×39mm Munition umgerüstet werden, wobei Standard 5,56 mm STANAG Magazine für 5,56×45mm NATO und .300 AAC Blackout und speziell entwickelte STANAG-kompatible Magazine für 7,62×39mm verwendet werden. Die MCX ist so konzipiert, dass sie mit .300 AAC Blackout und einem optionalen Schalldämpfer optimale Leistung erbringt.
Das Profil des Laufs ist am Scheitelpunkt verjüngt, um die Montage von Mündungsbremsen und Schalldämpfern mit Direktgewinde ohne leistungsmindernde Unterlegscheiben zu ermöglichen und die Geräte bei der Montage selbst zu zentrieren. Der Lauf kann in Sekundenschnelle auf eine andere Länge oder ein anderes Kaliber umgerüstet werden. Zusätzlich sind die Läufe für Korrosionsbeständigkeit nitriert und haben Verschleißpunkte aus gehärtetem Stahl.
Die MCX-Varianten der ersten Generation haben einen Vorderschaft aus Aluminium mit einem KeyMod-System zur Anbringung von Zubehör, während die MCX-Varianten der zweiten Generation einen M-LOK-Handschutz haben. Die Bedienelemente sind größtenteils beidhändig, einschließlich des Ladegriffs, aber nicht des Verschlussauslösers. Sig bietet vier Schaftkonfigurationen für den MCX-Karabiner an. Das Gesamtlayout der beiden Gewehre ist ähnlich. SIG hat das Oberteil so konzipiert, dass es mit Hilfe eines Adapters mit Standard AR-15 und M16 Unterteilen kompatibel ist.
Eine integral unterdrückte obere Empfängergruppe auf Basis des MCX wurde von USSOCOM im Juli 2018 für den SURG-Vertrag (Suppressed Upper Receiver Group) ausgewählt. Diese unterdrückten Oberteile würden mit den vorhandenen M4A1-Unterteilen aus dem SOCOM-Bestand kombiniert werden.

## Varianten
SIG MCX
Das SIG MCX ist mit einer sicheren/halbautomatischen Abzugsgruppe für den zivilen Markt in den USA oder einer sicheren/halbautomatischen/vollautomatischen Abzugsgruppe für das Militär und die Strafverfolgungsbehörden erhältlich.
Für den zivilen Markt bietet SIG Sauer das Gewehr nur als halbautomatisch in drei verschiedenen Konfigurationen an:
Die SIG MCX PATROL ist die Standardkonfiguration des Gewehrs mit einem 406-mm-(16 Zoll)-Lauf.
Die SIG MCX SBR ist eine Kurzläuferkonfiguration des Gewehrs mit einem 229-mm-Lauf (9 Zoll). (Nach US-Bundesrecht sind Gewehre mit Läufen kürzer als 16 Zoll Titel-II-Waffen, die bundesstaatlichen Beschränkungen unterliegen und auch durch einzelstaatliche Gesetze geregelt werden).
Die SIG MCX Pistol ist die Pistolenkonfiguration des Gewehrs mit einem 229 mm (9 Zoll) oder 292 mm (11,5 Zoll) langen Lauf und wird entweder mit der SIG Sauer SBX (Pistolenstabilisator) oder der SIG Sauer PCB (Pistolenschwenk-Konturfaltstütze) geliefert. (Diese Konfiguration entspricht der gesetzlichen Definition einer „Handfeuerwaffe“ in den USA, da sie nur mit einem einzigen Kontaktpunkt zum Körper des Schützen abgefeuert werden kann, obwohl sie eigentlich ein kompaktes Karabinergewehr ist, da sie eine Zwischenladung abfeuert. Das BATFE warnte die Benutzer zuvor, dass das Tragen einer Waffe, die mit dem SIG SBX oder einer ähnlichen Unterarmstütze ausgestattet ist und nicht als Kurzläuferbüchse registriert ist, die Herstellung einer Kurzläuferbüchse darstellt, die eine Waffe nach Titel II ist. Seit April 2017 ist dies jedoch nicht mehr der Fall).
Die SIG MCX Low Visibility Assault Weapon (LVAW) ist eine kurzläufige, schallgedämpfte, selektive Feuerwaffenvariante, die nur für Militär- und Strafverfolgungsbehörden erhältlich ist. Sie trägt den Spitznamen „Black Mamba“.

### SIG MCX Virtus
Die SIG MCX VIRTUS ist die zweite Generation der SIG MCX-Serie und wurde 2017 eingeführt.
Die SIG MCX VIRTUS Patrol ist die Standardkonfiguration mit einem 406 mm (16 Zoll) Lauf, einem Drall von 1:7 Zoll, einem speziellen Sig Matchlite Duo Trigger für verbesserte Genauigkeit, einem klappbaren und zusammenklappbaren 5-Positionen-Schaft, vier Handschutzlängen zur Auswahl, austauschbaren Läufen und einem speziellen internen Rückstoßsystem.
Die SIG MCX VIRTUS SBR ist die Kurzläuferkonfiguration der MCX VIRTUS. Sie kommt mit einem 292 mm langen Lauf für das Kaliber 5,56×45 mm NATO sowie einem 140 mm langen Lauf und einem 229 mm langen Lauf für das Kaliber .300 AAC Blackout.
Die SIG MCX VIRTUS Pistole ist die Pistolenkonfiguration der MCX VIRTUS, die mit einer SBX-Stabilisierungsstrebe ausgestattet ist. Sie kommt mit einem 292 mm (11,5 Zoll) Lauf für das Kaliber 5,56×45mm NATO und einem 229 mm (9 Zoll) Lauf für das Kaliber .300 AAC Blackout.

### SIG MCX Rattler
Die SIG MCX RATTLER ist eine Gewehrvariante mit kurzem Lauf im Kaliber .300 AAC Blackout und 5,56. Sie ist als persönliche Verteidigungswaffe gedacht und mit einem 140-mm-Lauf und einer Picatinny-Schienenschnittstelle ausgestattet, an der entweder ein kompakter Hinterschaft oder eine klappbare PCB (Pistol Contour Brace) angebracht werden kann. Im Februar 2018 bestellte das USSOCOM Umrüstsätze für die obere Empfängergruppe des MCX Rattler in .300 AAC Blackout zur Evaluierung. Die MCX Rattler wurde später als Gewinner des SOCOM-Vertrages für die Commercial Personal Defense Weapon (CPDW) im Mai 2022 ausgewählt, und es werden unterdrückte MCX Rattler in 5,56 und .300 AAC Blackout bestellt.

### SIG MCX-Spear LT
Die SIG MCX-SPEAR LT ist die dritte Generation der SIG MCX, die 2022 eingeführt wird. Sie ist als Karabiner gedacht und hat wahlweise einen 9-Zoll- (230 mm), 11,5-Zoll- (290 mm) oder 16-Zoll- (410 mm) Lauf und eine Picatinny-Schienenschnittstelle zur Befestigung eines Hinterschaftes oder einer Pistolenstütze. Es ist in 5,56 × 45 mm NATO, .300 AAC Blackout und 7,62x39 mm erhältlich.

## Derivate
SIG MCX-SPEAR

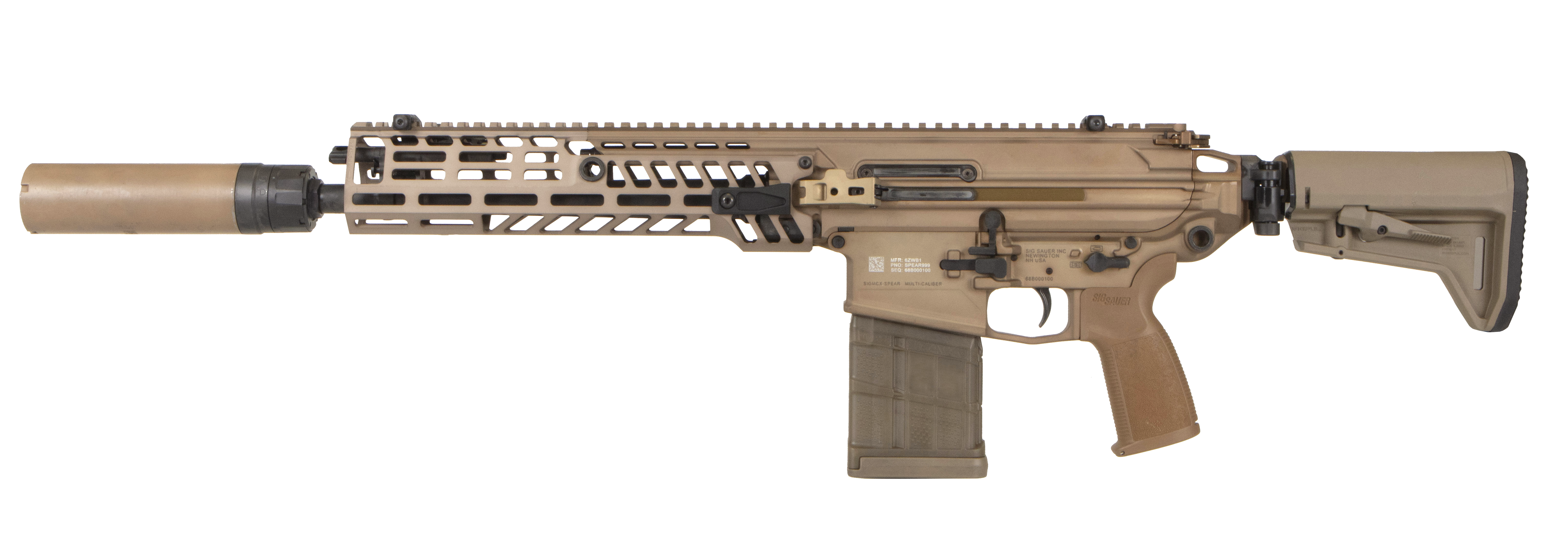
SIG Sauer XM7

Die SIG MCX-SPEAR wurde als Sig Sauers Bewerbung für das Next Generation Squad Weapon (NGSW)-Programm der US-Armee entwickelt und hat das Patronenlager 6,8×51 mm SIG Fury. Sig Sauer wurde am 19. April 2022 zum Sieger gekürt, wodurch die Waffe als XM7 in den Dienst der US-Armee gestellt wurde.

## Benutzer
- Australien: Angekündigt im September 2022, soll in .300 AAC Blackout erworben werden
- Belgien: DSU und die Spezialeinheit der lokalen Polizei von Gent (COPS)
- Kanada: Saskatchewan Conservation Officers.
- Estland: Verwendet vom K-Commando
- Frankreich: Groupement de commandos de montagne, 27. Gebirgsinfanteriebrigade, 5 im Jahr 2021, alle Gewehre in .300 AAC Blackout erworben.
- Deutschland: Polizei Berlin, 300 modifizierte MCX für den polizeilichen Bedarf wurden im Oktober 2017 bestellt, plus weitere 160 Stück für das SEK Berlin, Landespolizei Schleswig Holstein, 531 Stück bestellt. Polizei Rheinland-Pfalz: mehr als 100 Gewehre wurden Ende 2019 bestellt.
- Israel: Verwendet von Shayetet 13, der Marinekommandoeinheit der Israelischen Verteidigungskräfte.
- Indonesien: Wird von Kopassus, dem indonesischen Kommando für Spezialkräfte, in begrenztem Umfang eingesetzt, ebenso wie das Mobile Brigade Corps.
- Niederlande: Wird von den niederländischen maritimen Sondereinsatzkräften und dem Dienst Speciale Interventies verwendet. Alle Gewehre wurden in .300 AAC Blackout erworben und mit dem SIG Suppressed Upper Receiver ausgestattet.
- Polen: Jednostka Wojskowa Grom und JW Formoza erwarben die SIG MCX VIRTUS und MCX RATTLER in .300 AAC Blackout mit Umrüstsätzen auf 5,56×45mm NATO und 7,62×39mm Munition.
- Portugal: Die Polícia de Segurança Pública erwarb die SIG MCX in 5,56×45mm NATO, die von der Special Operations Group (Portugal) verwendet wird.
- Ukraine: Verwendet von der SBU Alpha Group.
- Vereinigtes Königreich: Verwendet von den auf Terrorismusbekämpfung spezialisierten Schusswaffenoffizieren der Polizei, einschließlich des Metropolitan Police Service und der UKSF, als Ersatz für die HK MP5SD3.
- Vereinigte Staaten: XM7 wird für alle Bereiche des DoD beschafft. SIG MCX Rattler in .300 AAC Blackout wird für die USSOCOM-Kräfte beschafft. Die LVAW (Low Visibility Assault Weapon), eine MCX-Variante, wird von mehreren SOCOM-Kräften verwendet, darunter United States Navy SEALs, Delta Force und Joint Special Operations Command.